# 子宮粘液症
子宮粘液症（しきゅうねんえきしょう、mucometra/myxometra）とは牛において多く発生する、子宮壁が薄くなり、子宮内膜に嚢胞変性が起こり、子宮腔に粘液が貯留する疾患。内容物が水様性のものは子宮水症と呼ばれ区別される。

## 原因
多くは原因不明。感染とは関係が無いとされている。

## 症状
臨床症状はほとんど示さないが、黄体遺残が併発することが多く、その場合は無発情を示す。

## 診断
超音波診断。直腸検査では無発情であること、子宮が膨満していることから妊娠あるいは子宮蓄膿症との鑑別に注意する必要がある。

## 治療
卵巣の黄体が存在する場合はPGF2αあるいはその類縁物質の投与を行うが、回復することが少なく、再発率も高い。小動物では卵巣および子宮の摘出を行う。